# Ceppo di Natale

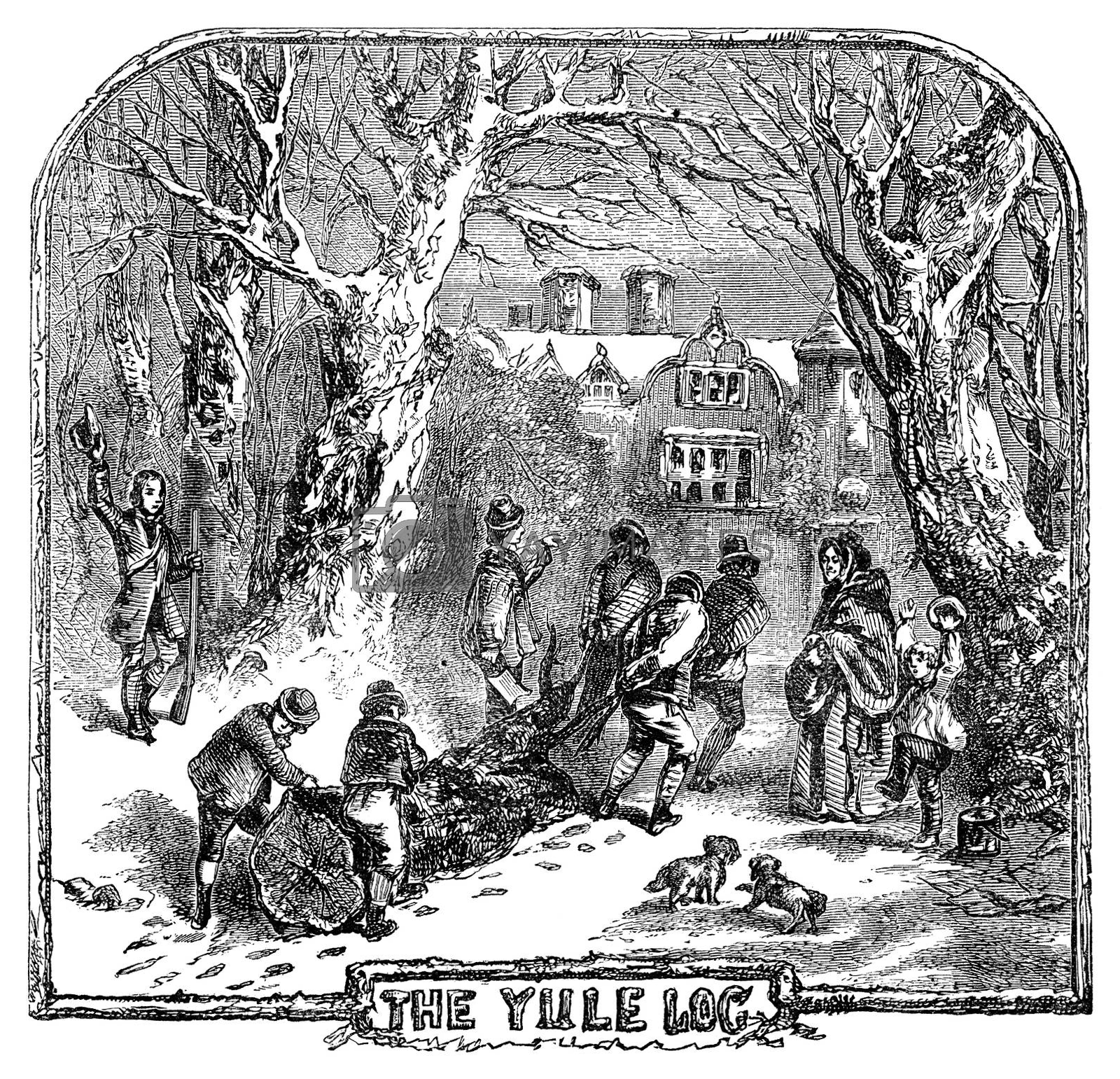
La tradizione del ceppo di Natale illustrata nel Chambers Book of Days (1832)

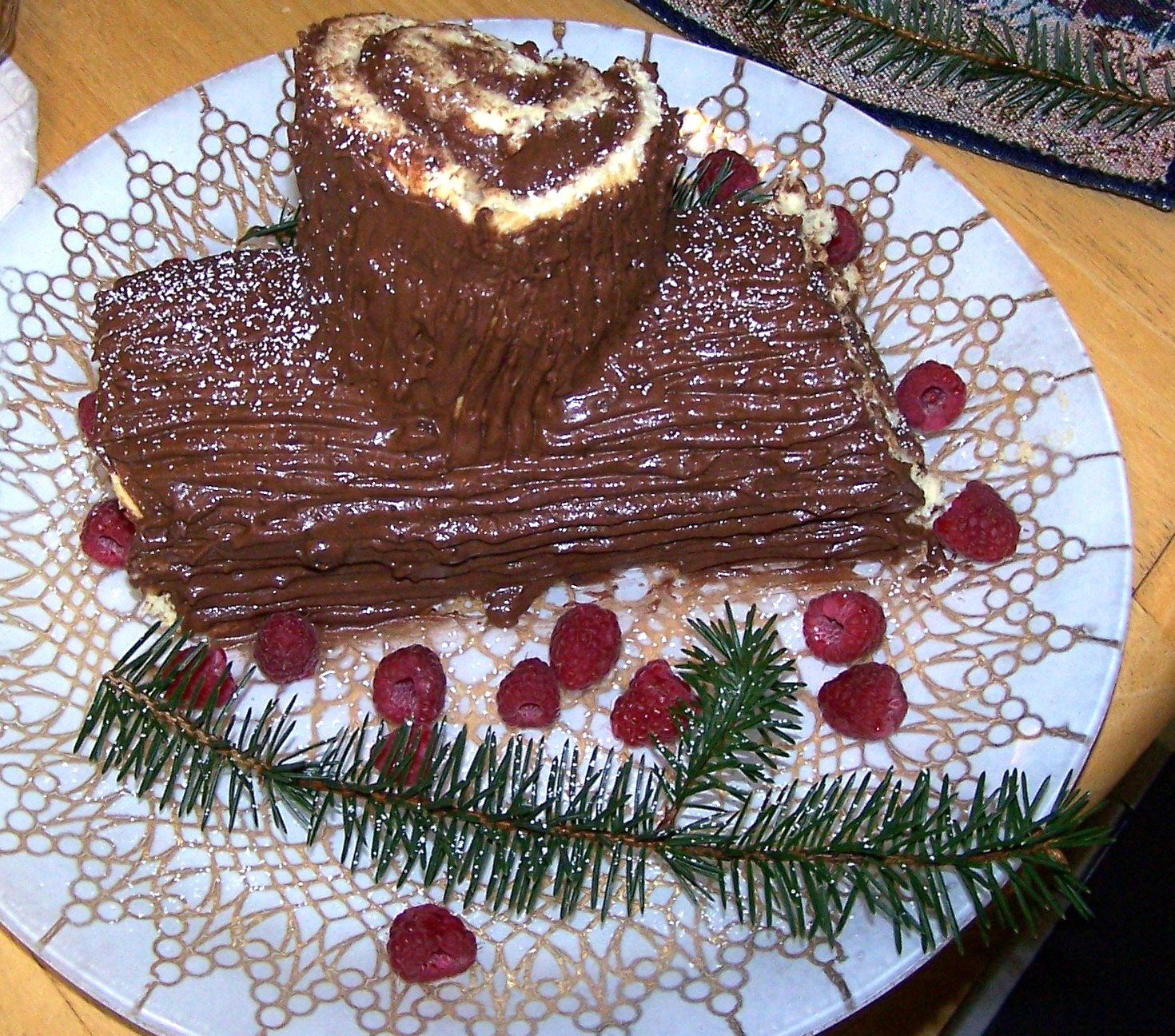
Un tronchetto di Natale, dolce derivato da questa tradizione

Quella del ceppo di Natale o ceppo natalizio o ciocco natalizio è considerata una delle più antiche tradizioni natalizie: si tratta di un'usanza risalente almeno al XII secolo  e che fino al XIX secolo-inizio XX secolo  era molto diffusa in vari Paesi europei, dalla Scandinavia e la Gran Bretagna fino alle Alpi e le penisole balcanica e iberica L'usanza aveva luogo la Vigilia di Natale, quando il capofamiglia - con una particolare cerimonia di buon augurio (in genere un brindisi) - bruciava nel camino di casa un grosso tronco di legno, che poi veniva lasciato ardere anche nelle successive dodici notti fino all'Epifania; i resti del ceppo venivano poi conservati, in quanto si attribuivano loro proprietà magiche (si credeva che favorissero il raccolto, l'allevamento, la fertilità delle donne e degli animali e la salute e che proteggesse dai fulmini) e spesso venivano riutilizzati per accendere il ceppo dell'anno successivo.
A seconda delle culture, erano diverse le piante che venivano scelte per questa tradizione: i francesi preferivano gli alberi da frutta, gli inglesi il frassino, il pino o la quercia, gli scozzesi la betulla, i serbi la quercia, ecc.
Che si trattasse di una tradizione molto antica e diffusa  è testimoniato dal fatto che in alcune lingue il termine con cui si indica il ceppo si ritrova nei termini per indicare il Natale (come il lituano kalėdos, che significa letteralmente "sera del ceppo") o la vigilia di Natale (come il croato badnjak, che significa anche "ceppo") o da altri nomi come "Festa di' Ceppo" locuzione usata in Toscana e legata alla tradizione locale).
Da questa tradizione deriva anche quella del dolce chiamato ciocco natalizio o tronchetto di Natale, molto diffuso nei Paesi di lingua francese, dove è chiamato - come il ceppo - bûche de Noël.

## Interpretazioni sulle origini e sul significato dell'usanza
Si tratta quasi certamente di un'usanza di origine precristiana, a cui gli studiosi hanno dato diverse interpretazioni.
Secondo Mannhardt (Der Baumkultus der Germanen und ihrer Nachbarstämme, 1875), il ceppo rappresenterebbe lo spirito della vegetazione e il suo bruciare la luce solare che garantirebbe calore per tutto l'anno a venire.
Altri studiosi vedono nella tradizione riminiscenze dell'accensione annuale del focolare sacro, che rappresenta sia il centro della vita familiare sia la dimora degli spiriti degli antenati.
Secondo l'interpretazione cristiana, il ceppo doveva invece simbolicamente servire per riscaldare il Bambin Gesù e il fuoco rappresenterebbe l'opera di redenzione di Cristo, sacrificatosi per salvare l'umanità

## Storia
L'usanza del ceppo di Natale è attestata per la prima volta in Germania nel 1184.
Dalla Germania la tradizione si diffuse anche in Scandinavia, nelle Alpi italiane, nella penisola balcanica e nella penisola iberica.
L'usanza si diffuse anche in Inghilterra, dove è attestata per la prima volta nel XVII secolo. A farne menzione è il poeta Robert Herrick, che parla di una tradizione molto consolidata nel Devon.
Infine, l'usanza fu importata anche negli Stati Uniti e in Canada.

## La tradizione nei vari Paesi

### Croazia
In Dalmazia il ceppo (in serbo-croato: badnjak) veniva addobbato con fiori e foglie ed era usanza lanciare del grano o del vino al ceppo, durante il suo trasporto da parte del capofamiglia, mentre il resto della famiglia reggeva delle candele accese. Il capofamiglia era solito recitare la preghiera "Benedetta sia la tua nascita!".

### Francia
In Francia, tutta la famiglia era impegnata nella ricerca del ceppo (in francese: calendeau, chalendel, chalendal, souche de Noël, bûche de Noël, ecc.). Si usava mettere il ceppo sotto il letto come protezione dai fulmini oppure lo si mischiava al foraggio per favorire la fertilità delle mucche; si credeva inoltre che i resti del ceppo prevenissero le malattie dei vitelli e la ruggine del grano.
In Provenza, mentre il capofamiglia andava alla ricerca del ceppo (chiamato in questa regione calignau o tréfoir), il resto della famiglia intonava preghiere che dovevano favorire il parto di bambini, di agnelli e di capretti, la crescita del granturco, ecc.
Nel Périgord, si usava costruire l'aratro con i resti non bruciati del ceppo, credendo che così i semi sarebbero stati più fruttuosi.

### Germania
In Germania, dove il ciocco natalizio è chiamato Christklotz, Christbrand, Christblock, Julklotz o Julblock, si usava, in particolare in Assia e in Vestfalia, far bruciacchiare il ceppo lentamente per poi toglierlo e gettarlo di nuovo sul fuoco come protezione dai fulmini.

### Grecia
In Grecia si credeva che il ceppo natalizio allontanasse dalla propria casa i kallikantzaroi, i mostri maligni del folklore locale.

### Italia
In Lombardia, il capofamiglia usava aspergere sul ceppo o zocco del ginepro e porvi sopra delle monete recitando una preghiera in nome della Trinità. In seguito, si beveva a volontà e il vino rimanente veniva gettato dal capofamiglia sul ceppo; era poi anche usanza, durante la cerimonia del ceppo, tagliare tre panettoni e conservarne un pezzo a scopo taumaturgico per tutto l'anno successivo
In Toscana, in particolare in Val di Chiana (provincia di Arezzo), era usanza intonare durante la "cerimonia del ceppo" la seguente preghiera: "Si rallegri il ceppo: domani è il giorno del pane […]". In seguito, dei bambini bendati (poi ricompensati con dolci e altri regali), dovevano colpire il ceppo con delle tenaglie, mentre il resto della famiglia intonava un particolare canto, chiamato "Ave Maria del Ceppo".
In Sicilia orientale, in particolar modo nelle zone etnee, il ceppo di natale (Zuccu in dialetto) è usanza accatastare la legna in maniera piramidale nelle piazze dei paesi, la tradizione vuole che viene acceso il 24 sera prima della messa di mezzanotte dopo la benedizione del sacerdote. oltre a richiamare la simbologia cristiana della "luce fonte di vita", diventa una gradevole occasione, dopo la celebrazione della veglia di mezzanotte, per fermarsi attorno al ceppo e scambiarsi gli auguri di natale avvolti dal calore delle fiamme.

### Montenegro
Nel Montenegro, si usava mettere sul ceppo un pezzo di pane e - similmente all'usanza lombarda - aspergere il tronco con del vino.

### Portogallo
In Portogallo, i resti del ceppo (sepo de Natal in portoghese) venivano conservati in quanto si credeva che prevenissero dai danni solitamente provocati dalle tempeste.

### Regno Unito
La tradizione del ceppo di Natale (in inglese: yule log) fu adottata nella maggior parte delle zone della Gran Bretagna: unica eccezione furono le pianure scozzesi, a causa della scarsità di foreste.
In Inghilterra, si usava scegliere il ceppo già il giorno della Candelora e poi lasciato essiccare.
Nello Shropshire vigeva una particolare superstizione, secondo la quale era assolutamente vietato gettare la cenere del ceppo il giorno di Natale, in quanto si credeva che così facendo la si sarebbe gettata in faccia a Gesù Cristo.
Nel Devon, il ceppo era invece solitamente sostituito da dei rami di frassino.: ogni qual volta uno di questi rami veniva consumato dal fuoco, si usava offrire da bere del sidro.

### Serbia
In Serbia si usava tagliare il ceppo la mattina della Vigilia di Natale, prima del sorgere del sole, e riportarlo a casa, addobbato con dei nastrini, prima del tramonto. Spettava poi al maschio più anziano della casa accenderlo e recitare una preghiera.

### Spagna
In Catalogna è diffusa la tradizione del Tió de Nadal, un tronco intagliato dove i bambini bendati obbligano il ceppo a defecare i regali al suono delle canzoni tradizionali e delle mazzate. In Galizia troviamo invece il Tizón de Nadal.

### Stati Uniti
Negli Stati Uniti, antecedentemente alla guerra civile americana, si usava concedere una pausa agli schiavi per tutto il periodo in cui ardeva il ceppo di Natale.
Una particolare usanza era invece diffusa a partire dal 1933 a Palmer Lake, in Colorado: si trattava della cosiddetta "caccia al ceppo", durante la quale persone vestite con mantelli e cappucci rossi o verdi cercavano il tronco migliore, che in seguito veniva trascinato per le vie della città.

## Il ceppo di Natale nella cultura di massa
- Negli Stati Uniti è stato trasmesso dal 1966 al 1989 dall'emittente televisiva di New York WPIX un programma chiamato appunto Yule Log (ovvero "Ceppo di Natale"), che andava in onda la vigilia e la mattina di Natale e che consisteva nel mandare in onda per un paio d'ore le immagini di un ceppo natalizio acceso accompagnate da canti natalizi.[12][31] A grande richiesta popolare, il programma è ritornato a partire dal 2001.